# Pierre de Besombes-Singla
Pierre de Besombes-Singla  (Tolosa de Llenguadoc, 28 de maig del 1933 - Perpinyà, 28 de març del 2013) va ser un notari i polític nord-català, batlle del municipi vallespirenc de l'Albera durant quatre dècades.

## Biografia
Després d'estudiar al Lycée Arago de Perpinyà, passà a la universitat de Tolosa i s'hi doctorà en dret el 1958. Va ser notari a Ribesaltes i a Perpinyà, i presidí la "Chambre de notaires des Pyrénées-Orientales" del 1978 al 1980 i del 1982 al 1984; en morir (2013) tenia la consideració de notari honorari.
Membre d'una família "propietària"  de l'alcaldia de l'Albera, Pierre de Besombes-Singla hi va ser conseller municipal entre els anys 1965 i 1971 abans d'esdevenir, a partir del 1971 i fins a la mort, alcalde de la població. El succeí a l'alcaldia seu fill, Marc de Besombes-Singla.
Fou president del "Lions Club" de Perpinyà. A més de la seva tesi doctoral sobre la història de la gabella de la sal a la Catalunya Nord, publicà dos articlets de tema històric, un sobre els miquelets i els Angelets de la terra, i l'altra sobre el governador Reste de Roca, a la revista comarcal  Cahiers de la Rome.

## Obres
- Miquelets et Angelets, contribution à l'histoire de la gabelle en Roussillon [thèse].  Toulouse: Faculté de droit, 1958.[Enllaç no actiu]
- «Miquelets et Angelets». Cahiers de la Rome, nº 15, 2006, pàg. 17-20.[Enllaç no actiu]
- «Le Gouverneur Général Reste de Roca (1879-1976)». Cahiers de la Rome, nº 17, 2008, pàg. 63-66.[Enllaç no actiu]